# Principio de Mach
El principio de Mach es una hipótesis sobre la naturaleza de las fuerzas inerciales expresada por primera vez por el físico Ernst Mach en 1893. Este principio se enuncia de la siguiente forma:

La inercia de cualquier sistema es el resultado de su interacción con el resto del Universo. En otras palabras, cada partícula del universo ejerce una influencia sobre todas las demás partículas.

El principio de Mach es enunciado de manera clarificadora en el célebre experimento mental del cubo de Mach. En un universo desprovisto de materia sería imposible detectar la rotación de un objeto único como un cubo lleno de agua cuya rotación produce fuerzas centrífugas y de Coriolis que deforman su superficie produciendo una forma parabólica. Según este principio estas fuerzas surgen como resultado de la interacción gravitacional con el resto del Universo por lo que un cubo rotando en un Universo vacío de materia tendría su superficie plana.
El principio de Mach influyó mucho a Albert Einstein en la época en la que estaba desarrollando su teoría general de la relatividad. Sin embargo este principio no tiene una formulación matemática precisa y no forma parte integral de la teoría de la relatividad. Algunas teorías posteriores que incluyen la relatividad como caso particular como la teoría de Brans Dicke se formulan desde un punto de vista algo más cercano al principio de Mach.

## Principio de Mach ymecánica cuántica
Cuando no hay fuerzas que actúen sobre el cuerpo, éste se mueve de manera rectilínea y uniforme. Para alterar su trayectoria, es necesario aplicar fuerza sobre el cuerpo. Cuanto más masivo es el cuerpo, más difícil es cambiar su movimiento. Para que el cuerpo que tiene la masa m, obtenga la aceleración a, es necesario aplicar fuerza: F=ma. Así lo postula la Segunda Ley de Newton. De tal manera, cualquier masa opone resistencia a la aceleración. Surge la pregunta: ¿la aceleración respecto a qué? 
La respuesta correcta (que se puede leer en cualquier manual de física) sería la siguiente: respecto al sistema de referencia inercial. Pero el sistema inercial no es nada más que una oportuna noción abstracta. ¿Que relación física puede haber entre el cuerpo y el sistema de referencia inercial? 
A finales del siglo XIX el físico austríaco Ernst Mach propuso la siguiente hipótesis que más tarde fue llamada el principio de Mach. Los sistemas de referencia inerciales existen sólo debido a la existencia de las estrellas inmóviles, es decir, las masas alejadas del Universo. Y el centro de masas del Universo es un sistema natural de referencia inercial. Entonces, un cuerpo que se mueve libremente, se mueve con la velocidad constante respecto al centro de masas del Universo, es decir, los alejados objetos macizos. En tal caso el cuerpo opone resistencia sólo porque se acelera respecto a las estrellas inmóviles.
Sería conveniente hacer la siguiente comparación. Existen los campos que actúan sobre el cuerpo, independientemente de si éste se mueve o no. Son campos gravitatorios y campos eléctricos. Pero el campo magnético actúa solamente sobre una carga móvil. Las fuerzas inerciales hasta cierto punto se podrían comparar con las fuerzas magnéticas. Estas surgen solamente cuando una masa se mueve con aceleración respecto a las estrellas inmóviles. Es como si toda la masa enorme de las estrellas originara el campo de las fuerzas inerciales.
Los físicos preguntaban a Mach: ¿que pasaría si quitáramos las estrellas?, ¿el cuerpo habría dejado de oponer resistencia a la aceleración y habría perdido su inercia? Pero Mach evitaba dar una repuesta unívoca a esta pregunta. Albert Einstein, que simpatizaba mucho con el principio de Mach, era más consecuente en esta cuestión. Mientras estaba investigando en la teoría general de la relatividad, esperaba que el principio de Mach encontraría su sitio dentro de su teoría. En aquel período Einstein escribió: «en la consecuente teoría de la relatividad no se puede definir la inercia respecto al “espacio”, pero sí se puede definir la inercia de las masas una respecto a otra. Por eso, si alejamos una masa cualquiera a una distancia grande de todas las demás masas del Universo, la inercia de tal masa debe tender a cero. Vamos a intentar a formular estas condiciones matemáticamente». Así que Einstein afirmaba que un cuerpo alejado de todas las masas del Universo a una distancia bastante importante carecería de inercia. En esta cuestión Pauli estaba de acuerdo con Einstein: Como Mach se daba cuenta del arriba mencionado defecto de la mecánica de Newton y sustituyó a la aceleración absoluta por la aceleración respecto a las demás masas del Universo, Einstein llamó a este postulado «principio de Mach». Este principio, en particular, exige que la inercia de la materia sea definida exclusivamente por las masas que la rodean y de tal manera, desaparecería en caso de quitar todas las demás masas, porque desde el punto de vista relativista no tiene ningún sentido hablar de la resistencia a la aceleración absoluta (relatividad de inercia). 
No obstante, cuando la teoría general de la relatividad fue terminada, resultó que no satisfacía el principio de Mach. A lo largo de todo el siglo XX varios estudiosos intentaron construir una teoría a base del principio de Mach. Pero sus intentos no tuvieron éxito. Parece que el principio de Mach no cuadra con la física moderna.
En la Gran Enciclopedia Soviética, editada en 1974, Tomo 15, encontramos el siguiente párrafo al respecto: «el principio de Mach sigue usándose ampliamente en los trabajos destinados a la investigación de la estructura y características del Universo en general, aunque el problema de cuadrar el principio de Mach con las conclusiones de la cosmología procedentes de la teoría general de la relatividad de Einstein, así como procedentes de otras teorías de gravitación, choca con las contradicciones serias que hacen pensar que el principio de Mach puede ser erróneo o imposible de probar experimentalmente».
En el Curso de Física de Berkeley sobre este tema está escrito lo siguiente: «La existencia de los sistemas de referencia inerciales implica una pregunta que carece de respuesta: ¿Qué influencia ejerce toda la demás materia del Universo a un experimento que se realiza en un laboratorio en la Tierra?» Y a continuación: «la idea de que sólo la aceleración respecto a las estrella inmóviles tiene sentido es una hipótesis que habitualmente es conocida como el principio de Mach. Aunque dicha idea no fue ni comprobada, ni desmentida experimentalmente, algunos físicos como Einstein, consideran que este principio a priori es de interés. Otros físicos son de opinión contraria. Esta cuestión es importante para la cosmología teórica. Si suponemos que el movimiento del resto del Universo influye sobre el estado de cualquier partícula, entonces surge una serie de preguntas que carecen de respuestas. ¿Existe alguna relación recíproca entre las características de una partícula y el estado del resto del Universo? En caso de que se cambiara la cantidad de partículas en el Universo o la densidad de su distribución, ¿habría variado la carga del electrón o su masa o la energía de ligadura de nucleones? Por el momento, no conocemos la respuesta a esta profunda pregunta sobre la correlación entre el Universo lejano y las características de las partículas en la Tierra.»
Resumiendo, hoy en día es desconocido si el principio de Mach es correcto o no. Tampoco está claro cómo se podría comprobarlo experimentalmente. Es conveniente recordar que el principio de Mach fue planteado a finales del siglo XIX y por eso fue formulado en el marco de la mecánica clásica de Newton. En el siglo XX aparecieron ramas de la física como la teoría de la relatividad y la mecánica cuántica. Por lo cual, es probable que para poder cuadrar el principio de Mach con la física moderna, sea necesario tomar en consideración las conclusiones tanto de la teoría de la relatividad como las de la mecánica cuántica.
El físico ruso Vasily Yanchilin propuso una nueva interpretación del principio de Mach. Si alejamos un cuerpo experimental de las masas grandes del Universo, la indeterminación cuántica en su movimiento empezará a crecer. Como la constante de Planck se determina por el potencial gravitatorio Ф creado por todas las masas que existen en el Universo, fuera del Universo la constante de Planck tenderá al infinito, mientras que cuanto más cerca a un cuerpo enorme, menor será su valor. 
A medida que se aleja de todas las masas del Universo, crece la indeterminación cuántica en el movimiento de los cuerpos, así como la indeterminación cuántica en el movimiento de las partículas elementales de las cuales están compuestos todos los cuerpos. Por eso los cuerpos macroscópicos, alejados de todas las masas del Universo, se desintegrarán en partículas elementales. La indeterminación en el movimiento de las partículas elementales será tan alta que las partículas ni siquiera tendrán la trayectoria aproximada del movimiento. Es obvio que la noción del sistema de referencia en tales condiciones pierde su sentido físico. Las nociones de tiempo y espacio carecerán de sentido. De acuerdo con la nueva interpretación nuestro Universo está rodeado por el Caos.
Dentro de nuestro Universo, debido al fuerte efecto gravitatorio de las estrellas y galaxias (esta influencia se refleja en el valor enorme del potencial gravitatorio del Universo |Ф| ≈ 10 х 17 m²/seg2), la indeterminación en el movimiento de las partículas elementales disminuye considerablemente. Dentro de nuestro Universo, una partícula elemental se mueve “casi” en línea recta y con una velocidad “casi” constante. 
Resulta que una partícula se mueve por inercia sólo debido a los esfuerzos comunes de todas las estrellas. Como cada estrella hace su contribución en el valor del potencial gravitatorio del Universo Ф, reduciendo el valor de la constante de Planck. La nueva interpretación consiste en que el efecto gravitatorio de las estrellas y galaxias reduce la indeterminación en el movimiento de las partículas y como resultado, el fenómeno de la indeterminación se observa solamente en el micromundo. De tal manera, Vasily Yanchilin basándose en el principio de Mach, dio una nueva interpretación a la mecánica cuántica: la indeterminación en el micromundo es el resto del movimiento caótico de las partículas elementales después de la imposición del efecto gravitatorio de la enorme masa del Universo.
Lo más importante es que ahora se puede probar el principio de Mach experimentalmente: aumentando la altura sobre la superficie de la Tierra, el valor de la constante de Plank debe ir creciendo (aproximadamente 10-16 m de las unidades relativas por cada metro de subida). Si pudiéramos medir esta pequeña variación en el valor de la constante de Planck, nos aseguraríamos de la existencia del Caos fuera del Universo y de la validez del principio de Mach.